# Fetus in fetu

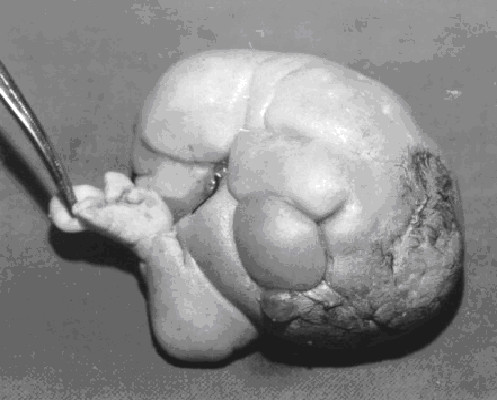
Immagine post-operatoria di un fetus in fetu di sesso indeterminato rimosso e posizionato sul proprio abbozzo di schiena. Si possono notare le dita rudimentali afferrate dalla pinza.

Il fetus in fetu è una rara anormalità dello sviluppo embrionale nella quale i tessuti che formano un feto crescono e si differenziano all'interno del corpo di un gemello normalmente sviluppato. Si tratta di una gravidanza gemellare atipica, in cui parte delle cellule staminali di una blastocisti si localizzano tra le cellule di un embrione in formazione e procedono a una differenziazione autonoma.
Il feto incluso è piccolo e malformato; è generalmente provvisto di una colonna vertebrale, presenta arti inferiori e superiori abbozzati e, nonostante la comune assenza di encefalo e cuore, possiede un'organizzazione somatotopica degli organi interni simile a quella degli individui sani.
La diagnosi può essere effettuata ecograficamente durante la gravidanza oppure successivamente alla nascita mediante RM o TC. Il trattamento è risolutivo e prevede l'asportazione chirurgica.

## Epidemiologia
Questa malformazione è estremamente rara e la sua incidenza è stimata in un caso ogni 500.000 nati vivi. In una serie di 170 casi descritti tra il 1806 e il 2007, si è visto che un quarto dei casi è riportato in Asia e di questi quasi il 40% in India; al contrario la condizione è rara in Africa, dove solo tre casi sono stati descritti. È più comune in famiglie con storia di gravidanze gemellari; alcuni autori riportano una prevalenza nel sesso maschile, sebbene questa non sia condivisa da altri, che non descrivono una sostanziale differenza tra sessi. L'età dei pazienti a cui è stata diagnosticata questa condizione è estremamente variabile, tra la XVI settimana di gestazione e i 47 anni di vita. Il peso del gemello incluso era anch'esso estremamente variabile, tra i 13 e i 2000 grammi.
Nella maggior parte dei casi, circa l'80%, la localizzazione era all'interno dell'addome, preferenzialmente retroperitoneale; è stato rilevato tuttavia anche nelle regioni sacrale e gonadica (8% dei casi), e all'interno del cranio (8% dei casi). Altre localizzazioni sono il collo, la bocca, il torace, il mediastino e il fegato.

## Eziologia
I gemelli sono classificati come monocoriali, quindi derivati dallo stesso zigote, e biamniotici, in quanto ciascun feto ha il proprio sacco vitellino, sebbene una placenta vera sia normalmente assente per il feto incluso. Si ritiene che l'origine di tale condizione clinica sia da imputare a una divisione ineguale delle cellule contenute nella blastocisti e che l'incorporazione del gemello avvenga mediante anastomosi nella circolazione fetale. Esistono due ipotesi eziologiche: la prima si basa sulla possibile fusione di due embrioni inizialmente distinti sebbene derivati dallo stesso zigote, la seconda sul difetto di divisione dello zigote, che rimane quindi parzialmente unito.
La malformazione del gemello incluso è da attribuirsi alla pressione dei tessuti circostanti appartenenti al gemello sano, che esercitano una compressione sulle strutture contenute; il difetto di crescita è invece conseguente a carenze circolatorie.

## Clinica
Tale condizione può presentarsi clinicamente con manifestazioni variabili quali vomito, ittero, dispnea e alterazioni della funzionalità renale e ritenzione urinaria, oppure essere del tutto asintomatica. Il feto incluso è generalmente inerte, sebbene siano stati descritti casi di movimenti spontanei delle estremità, che sono presenti in oltre l'80% dei casi, le inferiori generalmente più sviluppate delle superiori, sebbene il feto incluso sia solitamente anencefalico e acardico.
In caso di localizzazione intracranica può essere presente idrocefalo come manifestazione clinica d'esordio, rilevabile già all'ecografia ostetrica; dopo la nascita il segno caratteristico è l'allargamento della circonferenza cranica.

## Diagnosi differenziale
La diagnosi può essere effettuata mediante RM o TC, che garantiscono immagini vivide della malformazione ma possono essere eseguite solo dopo la nascita, oppure tramite ecografia ostetrica.
Il fetus in fetu deve essere distinto dal teratoma, in particolar modo da quello fetiforme, dal quale tuttavia si differenzia per la presenza di una colonna vertebrale o di una notocorda, sebbene si ritiene possano appartenere entrambi allo stesso spettro di malformazioni e che la formazione dell'uno o dell'altro dipenda dal periodo di gestazione in cui avviene l'evento che provoca la malformazione. Esistono tuttavia casi, circa il 9% del totale, in cui non è presente uno scheletro assile e in tal caso la diagnosi è meno semplice. Deve essere inoltre distinto dal teratoma sacro-coccigeo, dalla pseudocisti da meconio e dal neuroblastoma.
Caratteri distintivi suggeriti per l'identificazione di un caso di fetus in fetu sono:
- presenza di un sacco vitellino proprio del feto incluso;
- presenza di cute parzialmente o completamente formata;
- presenza di parti anatomiche riconoscibili, seppur grossolanamente;
- presenza di poche e grandi connessioni vascolari con l'ospite;
- localizzazione immediatamente adiacente a uno dei classici punti di unione dei gemelli siamesi.

Sono riportati casi di feti gemelli doppi, oppure della concomitante presenza di teratomi. Raramente il feto contenuto, identificabile come un tumore, può andare incontro a rinnovata crescita nel periodo post-natale oppure a degenerazione maligna.

## Trattamento
L'unico trattamento possibile è l'asportazione completa mediante intervento chirurgico. È necessario un follow-up per escludere i seppur rari casi di recidiva dovuti a una non completa rimozione del tessuto gemellare.
In caso di localizzazione intracranica l'intervento viene effettuato poco dopo la nascita e generalmente la prognosi è buona, con scarso rischio di recidiva e con comuni ma leggeri disturbi neurologici.